# Confédération générale du travail du Vietnam
Pour les articles homonymes, voir Confédération générale du travail (homonymie).
La Confédération générale du travail du Vietnam (CGTV), est l'unique centrale syndicale nationale du Vietnam. Elle est affiliée à la Fédération syndicale mondiale (FSM).

## Histoire
Selon la confédération syndicale, le premier Vietnamien syndiqué est Nguyen Ai Quoc (« Nguyên le patriote »), futur Hô Chi Minh, il adhère au syndicat des métaux du 17e arrondissement de Paris, en France, en 1919. La première organisation syndicale au Vietnam a été formée par Ton Duc Thang dans les années 1919-1925 dans les entrepôts Ba Son à Saigon.
Le premier Congrès réuni le 28 juillet 1929 à Hanoi, élit le Comité exécutif provisoire du l'Union générale rouge dirigé par Nguyen Duc Canh, membre du Comité exécutif du Parti communiste indochinois et fonde l'organisation sous le nom de Union générale rouge des travailleurs du Tonkin, elle est étendue à l'ensemble du pays après la chute du Sud-Vietnam en 1975.

## Représentativité
La CGTV est une organisation de masse du Front de la Patrie du Viêt Nam. Tous les syndicats du Vietnam sont tenus par la loi de s’affilier à la CGTV. Bui Van Cuong, président de CGTV, est membre du Comité central du Parti communiste du Vietnam.

## Organisations affiliées
La confédération est constituée de 63 organisations territoriales représentant les villes et les régions du pays.

### Syndicats nationaux
Vingt syndicats industriels nationaux affiliés :
- Syndicat national des travailleurs des postes et télécommunications du Vietnam
- Syndicat national des travailleurs du pétrole et du gaz du Vietnam
- Syndicat national de l’éducation du Vietnam
- Syndicat national des travailleurs industriels et commerciaux du Vietnam
- Syndicat national des travailleurs de l’électricité du Vietnam
- Syndicat national des cheminots du Vietnam
- Syndicat national des travailleurs des transports du Vietnam
- Syndicat national des travailleurs de l’aviation du Vietnam
- Syndicat national des travailleurs maritimes du Vietnam
- Syndicat national des travailleurs de la banque du Vietnam
- Syndicat national des travailleurs du bâtiment du Vietnam
- Syndicat national des travailleurs de la santé du Vietnam
- Syndicat national des travailleurs de l’agriculture et du développement rural du Vietnam
- Syndicat du secteur public du Vietnam
- Syndicat national des travailleurs du caoutchouc du Vietnam
- Syndicat national des travailleurs du charbon et des minéraux du Vietnam
- Comité syndical de la police populaire
- Comité syndical de la défense nationale